# Manon Melis
Gabriëlla Maria (Manon) Melis (Rotterdam, 31 augustus 1986) is een Nederlands voormalig voetbalster die als aanvaller speelde. Ze speelde ook voor het Nederlands vrouwenelftal, waarvan ze tussen 21 augustus 2010 en 15 juni 2019 topscorer aller tijden was. Van 2007 tot 2011 speelde Melis voor het Zweedse LdB FC Malmö. Met de club werd ze driemaal kampioen en zelf werd ze drie keer topscorer van de Zweedse competitie.

## Clubcarrière

### Jeugd, RVVH en Be Quick '28
Melis is met voetballen begonnen toen ze zeven jaar oud was. Ze begon bij RVVH en doorliep de jeugdelftallen bij de jongens tot en met de A. Daarna maakte ze de overstap naar het vrouwenteam van de club dat toen net naar de hoofdklasse was gepromoveerd.
In de zomer van 2006 verruilde ze RVVH voor Be Quick '28. Na een half jaar voor de Zwolse club te zijn uitgekomen besloot ze, nadat ze eerder een aanbieding van Duisburg afsloeg, in te gaan op een aanbod van LdB FC Malmö. Ze tekende een contract tot eind 2008 met een optie voor nog een jaar.

### LdB FC Malmö

#### 2007
In haar eerste jaar bij Malmö had Melis direct een grote bijdrage in de behaalde derde plek, ze speelde bijna alle wedstrijden en wist tien maal te scoren.

#### 2008
In haar tweede jaar bij de Zweedse club beleefde ze een goed seizoen. Ze werd uitgeroepen tot beste speelster van haar club en werd gedeeld topscorer van de Damallsvenskan. Ze scoorde in totaal 23 doelpunten, een aantal dat ook wereldvoetbalster van het jaar Marta bereikte. Marta scoorde de laatste speeldag zes keer, waardoor ze het aantal van Melis evenaarde. Melis bereikte het aantal van 23 doelpunten na twintig speelronden. Op 8 oktober 2008 brak Melis haar kaakbeen in de kwartfinale van de beker. Ze was hierdoor zeker vijf weken uitgeschakeld en miste hierdoor de play-offs met het Nederlands elftal voor het EK 2009 tegen Spanje. Ook werd bekend dat ze haar contract met drie jaar verlengde bij Malmö. Haar club eindigde dat jaar, evenals het jaar daarvoor, op een derde plek in de competitie.

#### 2009
In 2009 weet Melis in de eerste drie duels het net niet te vinden, maar geeft wel drie assists. In het vierde duel van haar club scoort ze echter een hattrick tegen Piteå IF en gaf ze tevens nog de assist voor de openingstreffer. Het duel werd uiteindelijk met 7-0 gewonnen. Tijdens deze wedstrijd raakte Melis geblesseerd en moest daarom onder andere een oefenduel met het Nederlands elftal en een aantal competitieduels missen. Haar club voerde na zeven wedstrijden de ranglijst van de competitie aan, maar na verlies in eigen huis tegen regerend landskampioen Umeå IK zakte het naar de derde plek. Melis zelf speelde inmiddels weer mee middels invalbeurten. Tegen Linköpings FC stond ze weer in de basiself. Aan het eind van het seizoen werd de club weer derde. Melis scoorde tien maal in twintig duels.

#### 2010
In 2010 begon Melis goed aan het seizoen. Na drie duels had ze één keer het net gevonden en in de vierde competitiewedstrijd scoorde ze zelfs drie doelpunten. Haar elftal voert na dat duel de ranglijst aan als enige club zonder verliespunten. Melis zelf staat dan gedeeld tweede op de topscorerslijst met vier uit vier achter Susanne Moberg die er twee meer maakte. In speelronde acht voerde Malmö de ranglijst nog steeds aan, op de voet gevolgd door nummer twee Kopparbergs/Göteborg, die in die speelronde op bezoek kwam. Melis scoorde in die wedstrijd drie doelpunten, waarmee ze een belangrijk aandeel had in de 5-3-overwinning van haar elftal. Op de topscorerslijst is Melis na acht duels op een gedeelde tweede plaats terug te vinden met negen doelpunten. Sara Lindén heeft dan al tienmaal het net gevonden. Na tien duels voert Melis de topscorerslijst aan. Ze heeft dan twaalf keer gescoord. Na zeventien wedstrijden evenaarde Melis haar doelpuntenrecord van twee seizoenen geleden, namelijk 23 doelpunten. Haar elftal stond dan vijf wedstrijden voor het einde tien punten los van de nummer twee Kopparbergs/Göteborg. Zelf voerde ze nog steeds de topscorerslijst aan. Nummer twee Linnea Liljegärd had met 15 doelpunten acht goals minder gescoord. In de 19e speelronde werd Melis voor het eerst kampioen van Zweden met haar club. Directe belager Kopparbergs/ Göteborg werd in de uitwedstrijd op een 1-1 gelijkspel gehouden, waardoor het gat niet meer te overbruggen viel. Zelf eindigde ze met 25 doelpunten bovenaan de topscorerslijst. Ze had daar 22 wedstrijden voor nodig. Ze werd daarnaast aan het eind van het jaar verkozen tot beste aanvaller en beste speler van de competitie.

#### 2011
Het seizoen 2011 begon Melis met haar elftal met de strijd om de Supercupen. KIF Orebro werd met 2-1 verslagen. Melis scoorde zelf de winnende treffer in de slotfase. In de derde speelronde van de competitie scoorde Melis haar eerste competitietreffer. Tegen Kristianstads DFF scoorde ze het enige doelpunt van de wedstrijd. In speelronde zes scoorde Melis een hattrick, waarmee haar totaal op zeven treffers kwam. Daarmee voerde ze de topscorerslijst aan. In de wedstrijd tegen naaste concurrent Tyresö FF in september kreeg Melis een rode kaart nadat ze met haar handen een bril had gevormd voor haar gezicht. Ze deed dit naar de assistent-scheidsrechter die naar haar mening haar ten onrechte had teruggevlagd. Haar doelvrouw had toen al een rode kaart gepakt en even later kreeg ook ploeggenoot Malin Levenstad de rode kaart. Met acht speelsters verloor de ploeg met 3-5. Melis zelf voert dan nog wel de topscorerslijst aan met vijftien doelpunten uit achttien wedstrijden.
Op 6 oktober 2011 scoorde Melis haar eerste doelpunten in de Champions League. In de thuiswedstrijd tegen het Italiaanse UPC Tavagnacco scoorde ze twee treffers. Malmö won het duel met 5-0 en maakte zo de 2-1 nederlaag van de uitwedstrijd goed. Diezelfde maand werd Melis opnieuw kampioen met haar club. Ze speelde 21 wedstrijden en scoorde zestien doelpunten, net zoveel als Margrét Viðarsdóttir, waarmee ze gedeeld topscorer werd. In de volgende ronde van de Champions League scoorde Melis in beide duels tegen SV Neulengbach, waarmee haar totaal op vier treffers kwam en Malmö zich kwalificeerde voor de kwartfinales. Daar de kwartfinales pas in 2012 zijn, moest de club het dan doen zonder Melis, wiens contract eind 2011 afliep bij Malmö.

### Sky Blue FC
In november 2011 maakte het Amerikaanse Sky Blue FC het contracteren van Melis bekend. De club had met Daphne Koster en Petra Hogewoning al eerder Nederlandse spelers onder contract. Doordat de competitie echter ophield te bestaan ging het niet door.

### Linköpings FC
Doordat Melis niet bij Sky Blue ging spelen tekende ze een contract bij het Zweedse Linköpings FC, waardoor ze ook in seizoen 2012 uitkomt in de Damallsvenskan. Bij Linköping kende Melis een moeilijke start. Na zes speelronden stond haar elftal op plaats acht. Melis zelf speelde vijf van de zes wedstrijden en wist daarin eenmaal te scoren. In speelronde acht scoorde Melis haar tweede treffer voor Linköping. Tegen Piteå IF scoorde ze de 4-1 in de negentigste minuut. In de wedstrijd die daarop volgde was Melis op dreef voor haar ploeg. In de 11-0-overwinning op Djurgårdens IF nam ze vier treffers voor haar rekening.

### Einde carrière
In 2017 nam Melis afscheid als professioneel speelster, en ging ze bij Feyenoord aan de slag als coördinator van de nieuwe tak binnen de Feyenoord Academy voor meisjesvoetbal, met als ultiem doel deelname in de Vrouwen Eredivisie. Op 31 maart 2021 werd bekend dat Feyenoord met ingang van seizoen 2021/2022 zal deelnemen aan deze competitie. Ter aanvang van de thuiswedstrijd tegen VV Alkmaar ontving Melis de Willem van Hanegem Trofee voor haar inzet in en rond de club en het opzetten van de vrouwentak.

## Nederlands Elftal
Op 25 april 2004 maakte Melis haar debuut voor het Nederlands vrouwenvoetbalelftal in de met 0-3 gewonnen wedstrijd tegen België in Oud-Heverlee. Melis verving in de rust Desire van Zoghel en maakte de 0-2 in die wedstrijd. Eind 2008 heeft de Ridderkerkse meer dan veertig interlands gespeeld en meer dan tien doelpunten gescoord. Tevens plaatste ze zich met Nederland voor het eerst in de historie voor een eindronde. Op 12 maart 2009 bereikte ze het totaal van vijftig interlands tegen Zuid-Afrika en scoorde ze tweemaal, waarmee ze haar totaal opvoerde op tot zeventien treffers. Daarmee staat ze voorlopig op een tweede plaats op de topscorerslijst van Oranje. Tevens werd ze gedeeld topscorer van het toernooi om de Cyprus Women's Cup in welk kader het duel werd gespeeld.
In de zomer van 2009 nam Melis deel met het Nederlands elftal aan het EK. Ze speelde alle wedstrijden, scoorde eenmaal en bereikte uiteindelijk de halve finales met Nederland.
Op 21 augustus 2010 scoorde Melis twee doelpunten tegen Wit-Rusland. Het waren haar 29e en 30e doelpunt voor het Nederlands elftal. Ze passeerde daarmee Marjoke de Bakker die met 29 doelpunten topscorer aller tijden van Oranje was.
In totaal speelde Melis 136 interlands en scoorde daarin 59 keer. Op 15 juni 2019 werd ze als topscorer aller tijden eerst geëvenaard en vervolgens gepasseerd door Vivianne Miedema.
| Interlandgoals | Interlandgoals    | Interlandgoals                                 | Interlandgoals   | Interlandgoals | Interlandgoals | Interlandgoals       |
| -------------- | ----------------- | ---------------------------------------------- | ---------------- | -------------- | -------------- | -------------------- |
|                |                   |                                                |                  |                |                |                      |
| Goal           | Datum             | Locatie                                        | Tegenstander     | Score          | Uitslag        | Competitie           |
| 1.             | 25 april 2004     | Den Dreef, Leuven, België                      | België           | 2–0            | 3–0            | EK-kwalificatie 2005 |
| 2.             | 12 oktober 2005   | Oosterenkstadion, Zwolle, Nederland            | Zwitserland      | 5–0            | 6–0            | Vriendschappelijk    |
| 3.             | 21 februari 2007  | Mitsubishi Forklift Stadion, Almere, Nederland | Italië           | 2–0            | 2–0            | Vriendschappelijk    |
| 4.             | 14 maart 2007     | County Ground, Swindon, Engeland               | Engeland         | 1–0            | 1–0            | Vriendschappelijk    |
| 5.             | 9 mei 2007        | Herti Allmend Stadion, Zug, Zwitserland        | Zwitserland      | 1–0            | 2–2            | EK-kwalificatie 2009 |
| 6.             | 26 augustus 2007  | Veronica Stadion, Volendam, Nederland          | Wales            | 1–0            | 2–1            | EK-kwalificatie 2009 |
| 7.             | 1 oktober 2007    | Mitsubishi Forklift Stadion, Almere, Nederland | Frankrijk        | 1–4            | 1–4            | Vriendschappelijk    |
| 8.             | 27 januari 2008   | Frank Cooke Park, Dublin, Ierland              | Ierland          | 1–0            | 1–1            | Vriendschappelijk    |
| 9.             | 20 februari 2008  | Newport, Wales                                 | Wales            | 1–0            | 1–0            | Vriendschappelijk    |
| 10.            | 23 april 2008     | Patrostadion, Maasmechelen, België             | België           | 2–2            | 2–2            | Vriendschappelijk    |
| 11.            | 30 augustus 2008  | Kyocera Stadion, Den Haag, Nederland           | Zwitserland      | 1–0            | 1–1            | Vriendschappelijk    |
| 12.            | 27 september 2008 | Kras Stadion, Volendam, Nederland              | België           | 1–0            | 3–0            | EK-kwalificatie 2009 |
| 13.            | 27 september 2008 | Kras Stadion, Volendam, Nederland              | België           | 2–0            | 3–0            | EK-kwalificatie 2009 |
| 14.            | 5 maart 2009      | Makario Stadium, Nicosia, Cyprus               | Rusland          | 1–0            | 2–1            | Cyprus Cup 2009      |
| 15.            | 5 maart 2009      | Makario Stadium, Nicosia, Cyprus               | Rusland          | 2–1            | 2–1            | Cyprus Cup 2009      |
| 16.            | 12 maart 2009     | GSP Stadium, Nicosia, Cyprus                   | Zuid-Afrika      | 1–0            | 5–0            | Cyprus Cup 2009      |
| 17.            | 12 maart 2009     | GSP Stadium, Nicosia, Cyprus                   | Zuid-Afrika      | 3–0            | 5–0            | Cyprus Cup 2009      |
| 18.            | 11 juli 2009      | Olympisch Stadion, Amsterdam, Nederland        | Zwitserland      | 2–0            | 5–0            | Four Nations Cup     |
| 19.            | 15 juli 2009      | Olympisch Stadion, Amsterdam, Nederland        | China            | 2–4            | 2–4            | Four Nations Cup     |
| 20.            | 8 augustus 2009   | Koning Willem II Stadion, Tilburg, Nederland   | Polen            | 1–0            | 2–0            | Vriendschappelijk    |
| 21.            | 29 augustus 2009  | Lahden Stadion, Lahti, Finland                 | Denemarken       | 2–0            | 2–1            | EK 2009              |
| 22.            | 29 oktober 2009   | Oosterenkstadion, Zwolle, Nederland            | Macedonië        | 3–0            | 13–1           | WK-kwalificatie 2011 |
| 23.            | 24 februari 2010  | GSP Stadium, Nicosia, Cyprus                   | Schotland        | 1–0            | 4–1            | 2010 Cyprus Cup      |
| 24.            | 24 februari 2010  | GSP Stadium, Nicosia, Cyprus                   | Schotland        | 3–1            | 4–1            | 2010 Cyprus Cup      |
| 25.            | 26 februari 2010  | Ammochostos Stadium, Larnaca, Cyprus           | Nieuw-Zeeland    | 1–1            | 1–1            | 2010 Cyprus Cup      |
| 26.            | 3 maart 2010      | GSP Stadium, Nicosia, Cyprus                   | Zwitserland      | 1–0            | 4–0            | 2010 Cyprus Cup      |
| 27.            | 22 april 2010     | Gradski Stadion, Kumanovo, Macedonië           | Macedonië        | 5–0            | 7–0            | WK-kwalificatie 2011 |
| 28.            | 19 juni 2010      | Oosterenkstadion, Zwolle, Nederland            | Noorwegen        | 1–0            | 2–2            | WK-kwalificatie 2011 |
| 29.            | 21 augustus 2010  | Haradzki Stadion, Maladzechna, Wit-Rusland     | Wit-Rusland      | 2–0            | 4–0            | WK-kwalificatie 2011 |
| 30.            | 21 augustus 2010  | Haradzki Stadion, Maladzechna, Wit-Rusland     | Wit-Rusland      | 3–0            | 4–0            | WK-kwalificatie 2011 |
| 31.            | 2 maart 2011      | GSP Stadium, Nicosia, Cyprus                   | Nieuw-Zeeland    | 2–0            | 4–1            | Cyprus Cup 2011      |
| 32.            | 2 maart 2011      | GSP Stadium, Nicosia, Cyprus                   | Nieuw-Zeeland    | 3–0            | 4–1            | Cyprus Cup 2011      |
| 33.            | 4 maart 2011      | Ammochostos Stadium, Larnaca, Cyprus           | Frankrijk        | 2–1            | 2–1            | Cyprus Cup 2011      |
| 34.            | 18 mei 2011       | De Koel, Venlo, Nederland                      | Noord-Korea      | 1–1            | 1–1            | Vriendschappelijk    |
| 35.            | 24 augustus 2011  | Hohhot City Stadium, Hohhot, China             | China            | 1–0            | 1–0            | Vriendschappelijk    |
| 36.            | 21 september 2011 | TATA Steel Stadion, Velsen-Zuid, Nederland     | Servië           | 1–0            | 6–0            | EK-kwalificatie 2013 |
| 37.            | 21 september 2011 | TATA Steel Stadion, Velsen-Zuid, Nederland     | Servië           | 3–0            | 6–0            | EK-kwalificatie 2013 |
| 38.            | 21 september 2011 | TATA Steel Stadion, Velsen-Zuid, Nederland     | Servië           | 5–0            | 6–0            | EK-kwalificatie 2013 |
| 39.            | 21 september 2011 | TATA Steel Stadion, Velsen-Zuid, Nederland     | Servië           | 6–0            | 6–0            | EK-kwalificatie 2013 |
| 40.            | 22 oktober 2011   | Gradski stadion, Vrbovec, Kroatië              | Kroatië          | 1–0            | 3–0            | EK-kwalificatie 2013 |
| 41.            | 28 februari 2012  | GSZ Stadium, Larnaca, Cyprus                   | Italië           | 1–1            | 2–1            | 2012 Cyprus Cup      |
| 42.            | 5 april 2012      | De Koel, Venlo, Nederland                      | Slovenië         | 3–1            | 3–1            | EK-kwalificatie 2013 |
| 43.            | 20 juni 2012      | Stadion Srem Jakovo, Jakovo, Servië            | Servië           | 1–0            | 4–0            | EK-kwalificatie 2013 |
| 44.            | 20 juni 2012      | Stadion Srem Jakovo, Jakovo, Servië            | Servië           | 2–0            | 4–0            | EK-kwalificatie 2013 |
| 45.            | 9 april 2013      | Kyocera Stadion, Den Haag, Nederland           | Verenigde Staten | 1–3            | 1–3            | Vriendschappelijk    |
| 46.            | 26 september 2013 | Qemal Stafa Stadion, Tirana, Albanië           | Albanië          | 1–0            | 4–0            | WK-kwalificatie 2015 |
| 47.            | 26 september 2013 | Qemal Stafa Stadion, Tirana, Albanië           | Albanië          | 2–0            | 4–0            | WK-kwalificatie 2015 |
| 48.            | 26 september 2013 | Qemal Stafa Stadion, Tirana, Albanië           | Albanië          | 3–0            | 4–0            | WK-kwalificatie 2015 |
| 49.            | 23 november 2013  | Stadion Woudestein, Rotterdam, Nederland       | Griekenland      | 4–0            | 7–0            | WK-kwalificatie 2015 |
| 50.            | 7 maart 2014      | GSP Stadium, Nicosia, Cyprus                   | Schotland        | 3–4            | 3–4            | 2014 Cyprus Cup      |
| 51.            | 5 april 2014      | Pankritio Stadium, Heraklion, Griekenland      | Griekenland      | 1–0            | 6–0            | WK-kwalificatie 2015 |
| 52.            | 25 oktober 2014   | Tynecastle Stadium, Edinburgh, Schotland       | Schotland        | 2–0            | 2–1            | WK-kwalificatie 2015 |
| 53.            | 30 oktober 2014   | Sparta Stadion, Rotterdam, Nederland           | Schotland        | 2–0            | 2–0            | WK-kwalificatie 2015 |
| 54.            | 8 april 2015      | Strømmen Stadion, Strømmen, Noorwegen          | Noorwegen        | 2–1            | 3–2            | Vriendschappelijk    |
| 55.            | 30 mei 2015       | York Stadium, Toronto, Canada                  | Zweden           | 1–0            | 1–2            | Vriendschappelijk    |
| 56.            | 29 november 2015  | Kras Stadion, Volendam, Nederland              | Japan            | 2–0            | 3–1            | Vriendschappelijk    |
| 57.            | 29 november 2015  | Kras Stadion, Volendam, Nederland              | Japan            | 3–1            | 3–1            | Vriendschappelijk    |
| 58.            | 2 maart 2016      | Kyocera Stadion, Den Haag, Nederland           | Zwitserland      | 1–1            | 4–3            | OS-kwalificatie 2016 |
| 59.            | 5 maart 2016      | Sparta Stadion, Rotterdam, Nederland           | Noorwegen        | 1–2            | 1–4            | OS-kwalificatie 2016 |

## Erelijst

### In clubverband
- Landskampioen Zweden: 2010, 2011, 2013
- Supercupen: 2011

### Individueel
- Topscorer Damallsvenskan: 2008 (gedeelde 1e plek met Marta), 2010, 2011 (gedeelde 1e plek met Margrét Viðarsdóttir)
- Beste speler LdB FC Malmö: 2008
- Beste aanvaller Damallsvenskan: 2010
- Beste speler Damallsvenskan: 2010
- Topscorer Cyprus Women's Cup: 2009 (gedeelde 1e plek met Christine Sinclair), 2010 (gedeelde 1e plek met Amber Hearn)
- Topscorer aller tijden Nederlands elftal: 2010-2019

## Statistieken
| Seizoen | Club                    | Land             | Competitie     | Wedstrijden | Doelpunten |
| ------- | ----------------------- | ---------------- | -------------- | ----------- | ---------- |
| 2005/06 | RVVH                    | Nederland        | Hoofdklasse    | -           | 22         |
| 2006/07 | Be Quick '28            | Nederland        | Hoofdklasse    | -           | 10         |
| 2007    | LdB FC Malmö            | Zweden           | Damallsvenskan | 21          | 10         |
| 2008    | LdB FC Malmö            | Zweden           | Damallsvenskan | 20          | 23         |
| 2009    | LdB FC Malmö            | Zweden           | Damallsvenskan | 20          | 10         |
| 2010    | LdB FC Malmö            | Zweden           | Damallsvenskan | 22          | 25         |
| 2011    | LdB FC Malmö            | Zweden           | Damallsvenskan | 21          | 16         |
| 2012    | Linköpings FC           | Zweden           | Damallsvenskan | 21          | 16         |
| 2013    | LdB FC Malmö            | Zweden           | Damallsvenskan | 21          | 11         |
| 2014    | Kopparbergs/Göteborg FC | Zweden           | Damallsvenskan | 20          | 14         |
| 2015    | Kopparbergs/Göteborg FC | Zweden           | Damallsvenskan | 21          | 9          |
| 2016    | Seattle Reign FC        | Verenigde Staten | NWSL           | 16          | 7          |

Laatste update: 8 november 2016

## Trivia
- Manon is de dochter van voormalig profvoetballer van onder meer Feyenoord en FC Den Haag, Harry Melis.

1 Geurts ·
2 Van Lunteren ·
3 Van der Gragt ·
4 Van den Berg ·
5 Hogewoning ·
6 Dekker ·
7 Melis ·
8 Spitse ·
9 Miedema ·
10 Van de Donk ·
11 Martens ·
12 Bito ·
13 Janssen ·
14 Hoogendijk ·
15 Van Dongen ·
16 Van Veenendaal ·
17 Middag ·
18 Van Erp ·
19 Van de Ven ·
20 Roord ·
21 Lewerissa ·
22 Van de Sanden ·
23 Christ ·
Coach: Reijners
1: Geurts ·
2: Bito ·
3: Koster ·
4: Van Dongen ·
5: Van den Heiligenberg ·
6: Hoogendijk ·
7: Van de Ven ·
8: Spitse ·
9: Melis ·
10: Van de Donk ·
11: Martens · 12: Heuver · 13: Smit · 14: Slegers · 15: Stentler · 16: Van Veenendaal · 17: Worm · 18: Dekker · 19: Versteegt · 20: Van Lunteren · 21: De Ridder · 22: Roelvink · 23: Christ · Coach: Reijners
1: Geurts ·
2: Bito ·
3: Koster ·
4: Meulen ·
5: Hogewoning ·
6: Hoogendijk ·
7: Kiesel-Griffioen ·
8: Van de Ven ·
9: Melis ·
10: Stevens ·
11: Smit · 12: Brummel · 13: Christ · 14: De Boer · 15: Van den Heiligenberg · 16: Dugardein · 17: Spitse · 18: De Vries · 19: Pieëte · 20: Van Dalen · 21: De Ridder · 22: Van de Sanden · Coach: Pauw